# جوش باين
جوش باين (بالإنجليزية: Josh Payne)‏ (مواليد 25 نوفمبر 1990 في باسينغستوك - إنجلترا) لاعب كرة قدم إنجليزي يلعب حاليا لصالح نادي الدرجة الممتازة وست هام يونايتد الإنجليزي منذ 2007 في مركز الوسط المدافع .

## روابط خارجية
- جوش باين على موقع قاعدة بيانات كرة القدم.إي يو (الإنجليزية)
- جوش باين على موقع Soccerbase.com (لاعب) (الإنجليزية)
- جوش باين على موقع Soccerway.com (الإنجليزية)
- جوش باين على موقع عالم كرة القدم.نت (الإنجليزية)
- جوش باين على موقع كووورة